# Jaspion-Changeman
Jaspion-Changeman é uma canção do grupo Trem da Alegria, lançada em 1989. Escolhida como a primeira música de trabalho do álbum Trem da Alegria, do mesmo ano, é a primeira gravação da formação Juninho Bill, Amanda Acosta e Ruben Cabrera (Rubinho) que seguiria até o fim do grupo, em 1993. 
A canção homenageia dois seriados Tokusatsu da Toei Company que faziam sucesso na emissora de TV Rede Manchete, os intitulados O Fantástico Jaspion e o Esquadrão Relâmpago Changeman ambos de 1985.
Obteve sucesso comercial, foi bastante tocada nas rádios e como estratégia promocional foi cantada em programas de televisão como Domingão do Faustão, Os Trapalhões e Xou da Xuxa.

## Produção e lançamento
A música Jaspion-Changeman é uma homenagem a dois fenômenos da televisão brasileira dos anos de 1980: O Fantástico Jaspion, série de televisão japonesa do gênero tokusatsu que conta a história do garoto Jaspion que é adotado por Edin na esperança de encontrar pedaços da Bíblia Galática para destruir SatanGoss (o vilão da série) e seu império e Esquadrão Relâmpago Changeman, cujo enredo gira em torno de cinco jovens militares que são escolhidos pela misteriosa Força Terrestre para defender a Terra de uma invasão alienígena.
A composição é da dupla Michael Sullivan e Paulo Massadas, autores de vários sucessos do grupo e de outros artistas infantis, como a apresentadora Xuxa.
Entrou para o setlist da turnê de 1989, e também nos shows feitos em Angola.

## Aparições em outros álbuns
Sucesso nas rádios brasileiras, foi incluída em duas coletâneas que traziam os maiores sucessos do ano de 1989, a saber: Festinha do Barulho, da Som Livre e Viva a Noite, coletânea da SBT Music.
Também aparece na compilação Focus: O essencial de Trem da Alegria, da gravadora BMG.

## Faixas
- Créditos adaptados da contracapa do compacto Jaspion-Changeman.[15]

Lado A
| N.º | Título              | Compositor(es)                  | Duração |  |
| 1.  | "Jaspion-Changeman" | Michael Sullivan Paulo Massadas | 4:19    |  |

Lado B
| N.º | Título              | Compositor(es)                  | Duração |  |
| 1.  | "Jaspion-Changeman" | Michael Sullivan Paulo Massadas | 4:19    |  |